# بيلي كلارك (لاعب كرة قدم مواليد 1991)
بيلي كلارك (بالإنجليزية: Billy Clark)‏ هو لاعب كرة قدم بريطاني في مركز الوسط، ولد في 20 أكتوبر 1991 في إبسوتش في المملكة المتحدة. لعب مع إيبسويتش تاون.

## وصلات خارجية
- بيلي كلارك (لاعب كرة قدم مواليد 1991) على موقع قاعدة بيانات كرة القدم.إي يو (الإنجليزية)
- بيلي كلارك (لاعب كرة قدم مواليد 1991) على موقع Soccerbase.com (لاعب) (الإنجليزية)